# Mânlio Júnio Cesônio Nicômaco Anício Fausto Paulino
Mânlio Júnio Cesônio Nicômaco Anício Fausto Paulino (em latim: Manlius Iunius Caesonius Nicomachus Anicius Faustus Paulinus) foi um oficial romano do século IV, ativo durante o reinado dos imperadores Constantino (r. 306–337) e Licínio (r. 308–324). Era talvez filho de Âmnio Anício Juliano e irmão de Âmnio Anício Paulino. Segundo inscrição dedicatória a Hércules datada de 20 de setembro de 321, era homem claríssimo e pretor urbano.